# Primarias del Partido Republicano de 2012 en Tennessee
Las Primarias del Partido Republicano de 2012 en Tennessee se hicieron el 6 de marzo de 2012 en el llamado Supermartes. Las Primarias del Partido Republicano fueron unas Primarias, con 58 delegados para elegir al candidato del partido Republicano para las elecciones presidenciales de Estados Unidos de 2012.  En el estado de Tennessee estaban en disputa 58 delegados.

## Elecciones

### Resultados
| Primarias Republicanas de Tennessee de 2012 | Primarias Republicanas de Tennessee de 2012 | Primarias Republicanas de Tennessee de 2012 | Primarias Republicanas de Tennessee de 2012 |
| Candidato                                   | Votos                                       | Porcentaje                                  | Delegados nacionales                        |
| ------------------------------------------- | ------------------------------------------- | ------------------------------------------- | ------------------------------------------- |
| Rick Santorum                               | 204,978                                     | 37.3%                                       | 29                                          |
| Mitt Romney                                 | 153,893                                     | 28.0%                                       | 16                                          |
| Newt Gingrich                               | 132,146                                     | 24.0%                                       | 10                                          |
| Ron Paul                                    | 49,782                                      | 9.0%                                        | 0                                           |
| Indecisos u otro                            | 5,056                                       | 0.9%                                        | 0                                           |
| Delegados no proyectados                    | Delegados no proyectados                    | Delegados no proyectados                    | 3                                           |
| Total                                       |                                             | 100.0%                                      | 58                                          |

| Clave: | Se retiró antes de la contienda |